# Венгрин, Юрий Григорьевич
Юрий Григорьевич Венгрин (20.04.1919-02.07.1983) — чабан колхоза имени Ивана Франко Косовского (Верховинского, Жабовского) района Ивано-Франковской области, Герой Социалистического Труда (22.03.1966).
Родился 20 апреля 1919 года в селе Верховина (сейчас Верховинский район Ивано-Франковской области Украины).
С юных лет работал по найму чабаном (пастухом овец) в селе Красноилья.
Служил в РККА, участник войны. Демобилизовался весной 1946 года и снова начал пасти овец.
С 1950 года чабан новообразованного колхоза имени Ивана Франко. Разработал систему рационального использования пастбищ, способствующую быстрому отрастанию травы после стравливания.
В 1961 году получил по 138 ягнят на 100 овцематок и по 3,43 кг шерсти от каждой овцы. Такие же высокие показатели имел и в последующие годы, за что был награждён орденами Ленина и Трудового Красного Знамени, и медалями.
По итогам работы за семилетку (1959—1965) Указом Президиума Верховного Совета СССР от 22.03.1966 присвоено звание Героя Социалистического Труда с вручением второго ордена Ленина и медали «Золотая Звезда».
В 1970-е годы — заведующий овцефермой.
Делегат XXIV съезда Коммунистической партии Украины (17-20 марта 1971 года) и III Всесоюзного съезда колхозников (1969).
Умер в селе Красноилья 2 июля 1983 года, похоронен там же. Его могила внесена в список объектов культурного наследия Ивано-Франковской области.